# Amtsgericht Nordstrand
Das Amtsgericht Nordstrand war ein preußisches Amtsgericht mit Sitz in Nordstrand.

## Geschichte
Mit der Annexion Schleswig-Holsteins wurden 1867 in der nunmehr preußischen Provinz fünf Kreisgerichte und das übergeordnete Appellationsgericht Kiel eingerichtet. Als Eingangsgerichte wurden Amtsgerichte geschaffen, darunter das Amtsgericht Nordstrand als eines von zwölf Amtsgerichten des Kreisgerichts Schleswig. Den Gerichtssprengel bildete die Insel Nordstrand mit der Pohnshallig.
Mit dem Inkrafttreten des deutschen Gerichtsverfassungsgesetzes am 1. Oktober 1879 wurden reichsweit einheitlich Amts-, Land- und Oberlandesgerichte geschaffen. Das Amtsgericht Nordstrand blieb bestehen und war nun dem Landgericht Flensburg nachgeordnet.
Sein Gerichtsbezirk umfasste aus dem Kreis Husum die Gemeindebezirkebezirke Elisabeth-Sophien-Koog und Nordstrand.
Am Gericht bestand 1880 eine Richterstelle. Das Amtsgericht war damit ein kleines Amtsgericht im Landgerichtsbezirk.
1902 wurde das Amtsgericht Nordstrand aufgehoben. Sein Sprengel wurden dem Amtsgericht Husum zugeordnet. Die Aufhebung wurde zum 1. Oktober 1902 wirksam.